# Yakovlev AIR-6
El Yakovlev AIR-6 fue un avión utilitario ligero soviético diseñado y construido por la Oficina de Diseño Yakovlev en la década de 1930. Era un monoplano monomotor de ala alta, se construyeron unos 128 en total.

## Diseño
En 1932, el diseñador de aviones soviético Aleksandr Serguéyevich Yákovlev, trabajó como supervisor de ingeniería en la Oficina de Diseño Polikárpov, donde diseñó el Yakovlev AIR-5, un monoplano de ala alta de cinco asientos con un fuselaje de tubo de acero y un ala de madera, propulsado por un motor radial estadounidense Wright J-4 Whirlwind de 149 kW (200 hp). Aunque el AIR-5 pasó con éxito las pruebas de aceptación estatales, no se inició la producción en serie, ya que no había un reemplazo soviético más adecuado para el motor importado.
En cambio, Yakovlev diseñó un avión reducido de diseño similar al AIR-5, pero propulsado por un motor Shvetsov M-11 de 75 kW (100 hp) fácilmente disponible, para servir como un avión utilitario ligero. El nuevo diseño, el AIR-6, era un monoplano de ala alta que utilizaba gran parte del diseño estructural del AIR-5 (y también presentaba puntales de aterrizaje del Polikarpov Po-2 y las superficies de cola del caza Polikarpov I-5), con una tripulación de un piloto y con capacidad para uno o dos pasajeros sentados en tándem en una cabina cerrada.

## Historial operativo
El primer prototipo, llamado AIR-6, voló en 1932 y pasó las pruebas de aceptación estatales en octubre de 1933. Sin embargo, un accidente con el avión deportivo Yakovlev AIR-7 se atribuyó a un error de diseño de Yakovlev, quien fue despedido de la Oficina de Diseño de Polikárpov. Esto provocó que los planes de producción se retrasaran hasta que a Yakovlev se le permitió establecer su propia oficina de diseño, con lo que la producción no comenzó hasta 1934. Se construyeron un total de 128 AIR-6, varios aviones estaban equipados con flotadores y 20 estaban equipados como aviones ambulancia especializados.

## Operadores
Unión Soviética
- Fuerza Aérea Soviética

## Especificaciones (AIR-6)
Referencia datos: OKB Yakovlev: A History of the Design Bureau and its Aircraft

### Características generales
- Tripulación: uno
- Capacidad: uno o dos pasajeros
- Longitud: 7,8 m (25,6 ft)
- Envergadura: 12,1 m (39,6 ft)
- Altura: 3,6 m (11,8 ft)
- Superficie alar: 19,8 m² (213,1 ft²)
- Peso vacío: 616 kg (1357,7 lb)
- Peso máximo al despegue: 961 kg (2118 lb)
- Planta motriz: 1× motor radial de cinco cilindros refrigerado por aire Shvetsov M-11[10].
  - Potencia: 75 kW (103 HP; 102 CV)
- Hélices: 1× Bipala de paso fijo por motor.

### Rendimiento
- Velocidad nunca excedida (Vne): 168,5 km/h (105 MPH; 91 kt) a 5000 m
- Velocidad crucero (Vc): 130 km/h (81 MPH; 70 kt)
- Alcance: 715 km (386 nmi; 444 mi)
- Techo de vuelo: 4600 m (15 092 ft)
- Tiempo a altitud: 6.6 min hasta 1000 m (3300 pies).

## Aeronaves relacionadas

### Desarrollos relacionados
- Yakovlev AIR-5